# Herzog Mountains
Die Herzog Mountains (ehemaliger Name: Herzogberge) ist eine Kalkstein-Bergkette im Landesinneren westlich des Huongolfs in Papua-Neuguinea. Die Bergkette liegt in der Provinz Morobe und erhielt ihren Namen in der deutschen Kolonialzeit, die das Gebiet im 19. und Anfang des 20. Jahrhunderts zunächst prägte.
Einer der Berge der Kette ist der Mount Herzog (6° 49′ S, 146° 46′ O), 1867 Meter über dem Meeresspiegel.
Die Herzog Mountains erstreckt sich über eine Länge von mehreren Kilometern in Ost-West-Richtung im zentralen Teil Neuguineas. Im Südwesten schließt sich der mit 2700 m wesentlich höhere Mount Shungol an die Berge an.